# Christophe Bordeau
Christophe Bordeau (Tours, Francia, 3 de agosto de 1968) es un nadador retirado especializado en pruebas de estilo libre y estilo mariposa. Consiguió una medalla de bronce en la prueba de 200 metros mariposa durante el Campeonato Europeo de Natación de 1991.
Representó a Francia durante los Juegos Olímpicos de Seúl 1988, Barcelona 1992 y Atlanta 1996.

## Palmarés internacional
| Campeonato Europeo de Natación | Campeonato Europeo de Natación | Campeonato Europeo de Natación | Campeonato Europeo de Natación |
| Año                            | Lugar                          | Medalla                        | Prueba                         |
| ------------------------------ | ------------------------------ | ------------------------------ | ------------------------------ |
| 1991                           | Atenas (Grecia)                | Medalla de bronce              | 200 m mariposa                 |
| 1993                           | Sheffield (Reino Unido)        | Medalla de bronce              | 4x200 m libres                 |